# Rondibilis femoratus
Rondibilis femoratus är en skalbaggsart som beskrevs av J. Linsley Gressitt 1938. Rondibilis femoratus ingår i släktet Rondibilis och familjen långhorningar.
Artens utbredningsområde är Taiwan. Inga underarter finns listade i Catalogue of Life.